# Schuylerville
Schuylerville es una villa ubicada en el condado de Saratoga en el estado estadounidense de Nueva York. En el año 2000 tenía una población de 604 habitantes y una densidad poblacional de 215.7 personas por km².

## Geografía
Schuylerville se encuentra ubicada en las coordenadas 43°56′11″N 73°34′53″O / 43.93639, -73.58139.

## Demografía
Según la Oficina del Censo en 2000 los ingresos medios por hogar en la localidad eran de $30,799, y los ingresos medios por familia eran $37,083. Los hombres tenían unos ingresos medios de $31,667 frente a los $24,926 para las mujeres. La renta per cápita para la localidad era de $18,664. Alrededor del 11.7% de la población estaban por debajo del umbral de pobreza.